# Dan Gurney
Daniel Sexton Gurney (født 13. april 1931, død 14. januar 2018) var en amerikansk racerbilskører, racerbilkonstruktør og holdsejer, der nåede de højeste niveauer inden for racerløb fra 1958.
Gurney vandt løb i Formel 1, Indy Car, NASCAR, Can-Am og Trans-Am Series. Gurney er den første af tre førere, der har vundet løb i Sportsbiler (1958), Formel 1 (1962), NASCAR (1963) og Indybiler (1967). De to andre var Mario Andretti og Juan Pablo Montoya.
I 1967, efter at have vundet 24 timer i Le Mans sammen med A.J. Foyt, sprøjtede Gurney spontant champagne, mens han fejrede på podiet, som derefter blev en skik ved mange motorsportsbegivenheder. Som ejer af All American Racers var han den første til at sætte en enkel højre vinkeludvidelse på den bageste bagkant af bagvingen. Denne enhed, kaldet en Gurney flap, øger trykket nedad og sikrer dermed et bedre vejgreb og, hvis den er godt designet, pålægger den kun en relativ lille stigning i aerodynamisk træk. Ved det tyske Grand Prix i 1968 blev han den første kører nogensinde, der brugte en helhjelm i Grand Prix-sammenhæng.